# Auze
Az Auze  folyó Franciaország területén, a Dordogne bal oldali mellékfolyója.

## Földrajzi adatok
A Francia-középhegységben ered, Cantal megyében, 1250 méterrel a tengerszint felett, és Brageacnál torkollik a Dordogne-ba. Hossza 44,2 km.
Mellékfolyója a Fageoles.

## Megyék és helységek a folyó mentén
- Cantal: Salins, Brageac